# Ramon Stagnaro
Ramon Stagnaro (Lima, 10 mei 1954 – Los Angeles, 16 februari 2022) was een Peruaanse gitarist die met verschillende artiesten heeft getoerd of opnames heeft gemaakt, waaronder Diana Ross, Céline Dion, Pedro Eustache, Enrique Iglesias, Nelly Furtado, Andrea Bocelli, Shahyar Ghanbari, Vangelis en Yanni. Hij staat op de concertregistratievideo Tribute van Yanni.
Hij overleed op 16 februari 2022 op 67-jarige leeftijd.